# Festival du film de Boston
Ne doit pas être confondu avec Festival international du film de Boston.
Pour les articles homonymes, voir BFF.
Le festival du film de Boston (Boston Film Festival, BFF) est un festival annuel du film qui a eu lieu à Boston dans l'État américain du Massachusetts. Il a lieu chaque année depuis 1984, généralement au début du mois de septembre.